# Crotaphopeltis degeni
Crotaphopeltis degeni är en ormart som beskrevs av Boulenger 1906. Crotaphopeltis degeni ingår i släktet Crotaphopeltis och familjen snokar. Inga underarter finns listade i Catalogue of Life.
Arten förekommer i Afrika från Etiopien och Sudan till Kamerun och Tanzania. Honor lägger ägg.